# Etosuximida
L'etosuximida és un fàrmac per tractar la crisi d'absència. Pot ser usada amb altres anticonvulsius com l'àcid valproic. Etosuximida és presa via oral.
Els efectes secundaris resulten mínims. Els efectes secundaris comuns inclouen pèrdua de gana, dolor abdominal, diarrea i sensació de cansament. Els efectes secundaris greus inclouen pensaments suïcides, nivells baixos de glòbuls i lupus eritematós.
L'etosuximida és de la família de la succinimida. La manera exacta d'actuació no està clara.
L'etosuximida va ser aprovada per a ús mèdic als Estats Units el 1960.